# Agkistrodon taylori
Agkistrodon taylori ist eine Schlangenart aus der Unterfamilie der Grubenottern. Ein deutscher Name ist noch nicht etabliert, gelegentlich wird sie im deutschen Sprachraum als „Taylors Mokassinotter“ oder auch als „Tamaulipas Mokassinotter“ bezeichnet. Sie ist endemisch in Nordost-Mexiko.

## Beschreibung
Agkistrodon taylori ist eine mittelgroße, kräftige Schlange mit einem relativ langen Schwanz. Die Gesamtlänge beträgt meist zwischen 64 und 90 cm, die bisher bekannte Maximallänge 96 cm. Auf den Schwanz entfallen bei Männchen im Mittel 17,7 % der Gesamtlänge, bei Weibchen 15,2 %.

### Beschuppung
Die Art zeigt wie alle Arten der Gattung meist 9 große, symmetrische Schilde auf der Kopfoberseite. Die Parietalia sind jedoch häufig insbesondere zum Schwanzende hin (posterior) in mehrere kleinere Schuppen fragmentiert. Die Anzahl der Supralabialia beträgt 7 bis 9, die Zahl der Infralabialia 9 bis 12.
Die Rückenschuppen sind in der Körpermitte in 23, sehr selten in 21 Längsreihen angeordnet. Die Anzahl der Bauchschuppen (Ventralschilde) variiert bei Männchen zwischen 127 und 137, bei Weibchen zwischen 130 und 138, die Zahl der Subcaudalia zwischen 45 und 56 bei Männchen und 40 bis 47 bei Weibchen.

### Färbung
Die Grundfarbe der Oberseite ist variabel blassgrau, braun oder rotbraun, an den Flanken geht diese Färbung meist in orange über. Auf dieser Grundfarbe befinden sich auf der Oberseite 11–16, im Durchschnitt 13 braune, graue oder schwärzliche Querbänder, die unregelmäßig durch diagonal verlaufende, weiße, gelbliche oder gelb-orange Fleckenreihen begrenzt werden. Alte, große Individuen, insbesondere Männchen, sind oft fast einfarbig schwarz.
Sehr auffallend ist der Kopf gezeichnet. Die Kopfseiten zeigen zwei parallel verlaufende, breite helle (meiste gelbe) Streifen. Der obere Kopfseitenstreifen verläuft von der vorderen Spitze des Rostrale entlang des Canthus nach hinten über die Ränder der Internasalia, der Präfrontalia und der Supraocularia und dann von den oberen Postocularia über die zweite Horizontalreihe der Temporalia. Danach biegt er nach unten ab und vereinigt sich häufig mit dem hinteren Ende des unteren Kopfseitenstreifens. Dieser ist deutlich breiter als der obere und beginnt an der Schnauzenspitze, einer der Nasalia oder an der vordersten Supralabialschuppe und verläuft dann über die Supralabialia nach hinten bis zum vorvor- oder vorletzten Supralabiale. Danach biegt der untere Seitenstreifen nach unten ab und läuft dann weiter nach hinten. Im Gegensatz zur sehr ähnlichen Mexikanischen Mokassinotter bedeckt dieser untere Seitenstreifen bei A. taylori die gesamte untere Außenkante der Supralabialia, ist also nach unten vor der Kieferkante nicht dunkel begrenzt.
Bezüglich der Färbung zeigt adulte Tiere einen deutlichen Geschlechtsdimorphismus. Männchen sind unauffälliger gefärbt; soweit überhaupt vorhanden, sind die leuchtenden Farben auf die unteren Flanken beschränkt. Oberkopf, Wangenstreifen und Querbänder sind im Normalfall schwarz, letztere werden allenfalls an den unteren Flanken orange. Die hellen Kopfstreifen sind blassgelb, auf der Oberlippe blass orange überhaucht. Weibchen zeigen ein kontrastreiche Rückenzeichnung mit alternierenden schwarzen und helleren Querbinden, letztere oft mit viel gelb, rotbraun oder orange. Oberkopf und Wangen sind meist dunkelgrau oder rotbraun.

## Verbreitung und Lebensraum

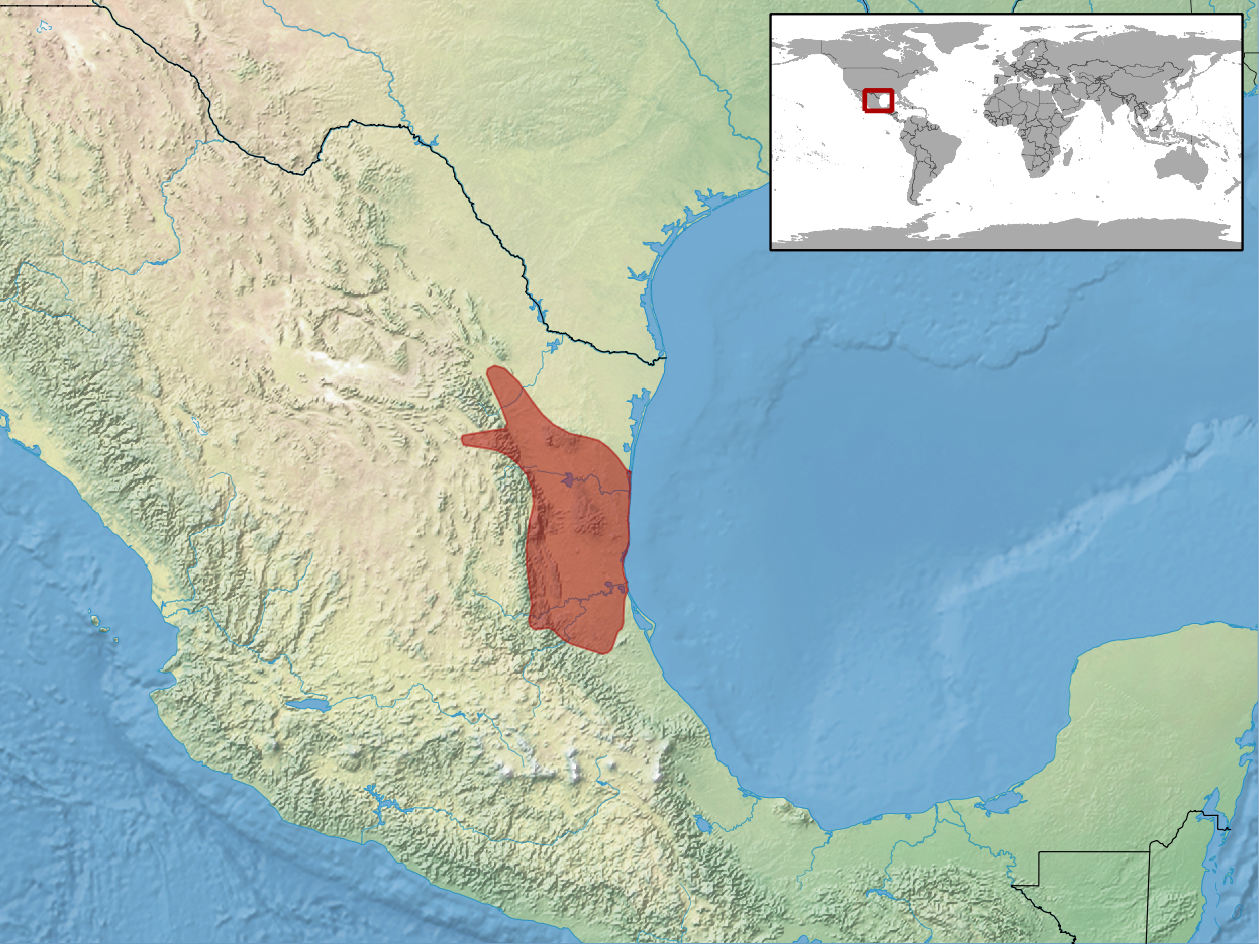
Verbreitungsgebiet

Die Art ist endemisch in Nordost-Mexiko. Das kleine Verbreitungsgebiet umfasst den größten Teil der südlichen Hälfte des Bundesstaates Tamaulipas, erstreckt sich weiter in einem Korridor durch den zentralen Osten von Nuevo León bis in die Nähe von Monterrey, bis in den Norden von San Luis Potosí, in den Nordosten von Hidalgo und den Norden von Veracruz.
A. taylori bewohnt dort Grasland mit Mesquiten, Dornbuschwälder und tropische Laubwälder. Die meisten Funde erfolgten weit entfernt von Gewässern auf oder in der Nähe felsiger Hügelhänge mit vielen freiliegenden Kalksteinfelsen.

## Systematik
Die Art erhielt erst im Jahr 2000 Artstatus, vorher wurde sie als Unterart (A. bilineatus taylori) der Mexikanischen Mokassinotter (Agkistrodon bilineatus) geführt. Benannt ist sie nach dem amerikanischen Herpetologen Edward Harrison Taylor, die Erstbeschreibung (als Unterart) erfolgte 1951 durch Burger und Robertson.

## Lebensweise
Die Art wird überwiegend in der Dämmerung und nachts beobachtet, nur an wolkenverhangenen oder regnerischen Tagen auch am Tag. Die jahreszeitliche Hauptaktivität fällt in die Monate Oktober bis März, also in den relativ kühlen und feuchten Winter der Region.
Die Ernährung wurde bisher offenbar kaum untersucht, bisher wurden Heuschrecken, die zu den Stacheltaschenmäusen gehörende Liomys inornatus und die Weißfußmaus als Beute festgestellt.
Die Fortpflanzung ist ebenfalls kaum untersucht. Paarungen wurden bisher nur im Winter in den Monaten November bis Februar beobachtet, zwischen den Männchen finden Kommentkämpfe um die Weibchen statt. A. taylori ist wie alle Arten der Gattung lebendgebärend (ovovivipar). Würfe mit 3, 5, 8, 9, 9, und 10 Jungtieren wurden zwischen Mai und September gefunden. 20 neugeborene Tiere hatten Gesamtlängen von 21,9–27,0 cm, im Mittel 23,8 cm und wogen 11,0–14,7 g, im Mittel 13,0 g.
Untersuchungen zum Maximalalter freilebender Tiere liegen nicht vor, in Gefangenschaft erreichte ein Tier ein Alter von 15 Jahren und 7 Monaten.

## Bestand und Gefährdung
Belastbare Daten zur Größe der Gesamtpopulation und zum Bestandstrend gibt es nicht. Als mögliche Gefährdungsfaktoren gelten die Habitatzerstörung, die Nutzung des Lebensraumes für die Rinderzucht sowie die Naturentnahme für die Reptilienhaltung. Die IUCN schließt daher zwar Bestandsrückgänge nicht aus, hält die Art aber insgesamt noch für ungefährdet („least concern“).